# Giuliano Mattiello
Giuliano Mattiello (Napoli, 5 aprile 1992) è un pallanuotista italiano, centrovasca del Posillipo.
Con le giovanili del Posillipo ha vinto 3 scudetti under-20, 1 con la under-17 quando è stato capocannoniere e miglior giocatore del Torneo.
Nel 2012 è stato nominato miglior giovane della Coppa Italia. Nazionale italiano under-20.
Ha già giocato con il C.C.Napoli nel 2009. È stato più volte convocato ai raduni della Nazionale maggiore.